# Château Menardo
Le château Menardo est un château situé dans la commune de Serramonacesca, province de Pescara, dans les Abruzzes.